# 삼호뮤직
삼호뮤직은 1977년에 설립한 대한민국의 음악 전문 출판사이다. 본사는 경기도 파주시 문발동 파주출판문화정보산업단지에 이전해 있다.

## 연혁
- 1977년: 삼호뮤직 설립
- 1988년: 월간뮤직미디어 출간
- 1993년: 색소폰, 피아노 연주 악보 출간
- 2007년: 파주 출판사업도시로 이전